# Colegio de San Juan de Letran
Das Colegio de San Juan de Letran (kurz CSJL, umgangssprachlich auch Letran), auch unter San Juan de Letran College (SJLC) geläufig, ist eine 1620 von einem spanischen Offizier namens Juan Geronimo Guerrero († 1640) als Waisenschule unter dem Namen Colegio de Niños Huerfanos de San Juan de Letran gegründete katholische Bildungseinrichtung des Dominikanerordens auf den Philippinen.
Das Bildungsangebot reicht von der Grundschulausbildung bis hin zu Hochschulstudiengängen. Die Letran ist nach der Universidad de Santo Tomás die zweitälteste Hochschule der Philippinen. Seit 1970 sind auch Frauen an der Schule zugelassen.
Der Name der Institution leitet sich von der Lateranbasilika in Rom ab, deren Namenspatron ebenfalls der Heilige Johannes der Täufer (Filipino: San Juan) ist. Ferner ist Unsere Liebe Frau zum heiligen Rosenkranz Schulpatronin. Amtierender Kanzler der Hochschule ist Dompropst (Very Reverend Father) Bruno Cadoré (Sacrae Theologiae Doctor).

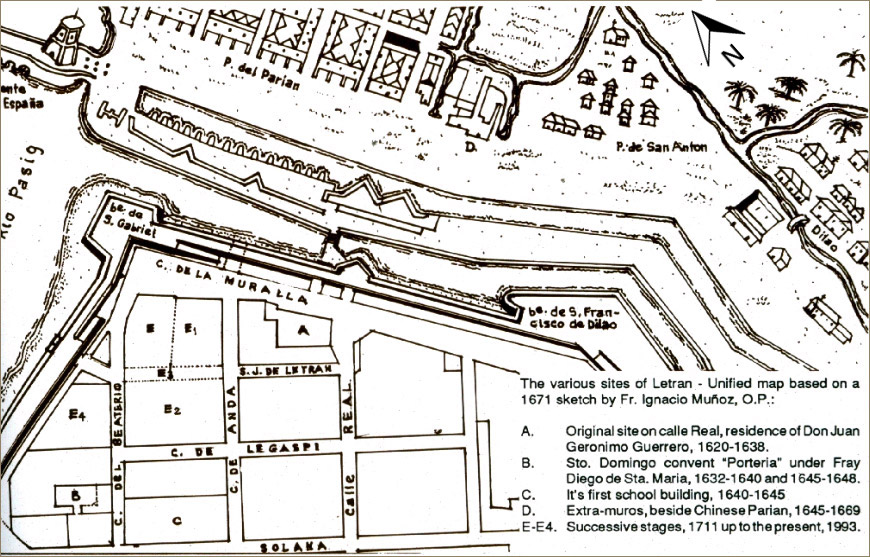
Hauptcampus dargestellt auf einer Karte von 1671:
•A. Das Haus von Juan Geronimo Guerrero
•B. Kloster Santa Domingo
•C. Erstes Schulgebäude 1640–1645
•D. Gebäude "extra-muros" („außerhalb der Mauer“)
•E-E4. Erweiterungsbauten ab 1711

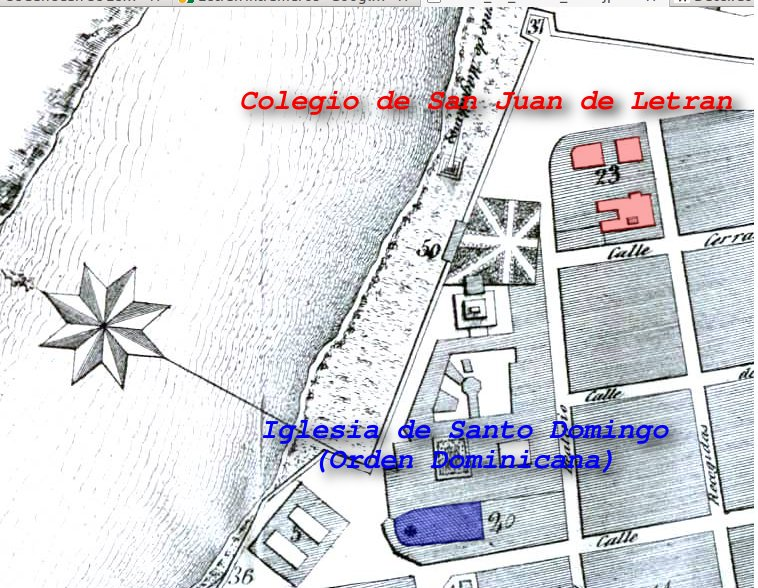
1851:Letran und Santo Domingo

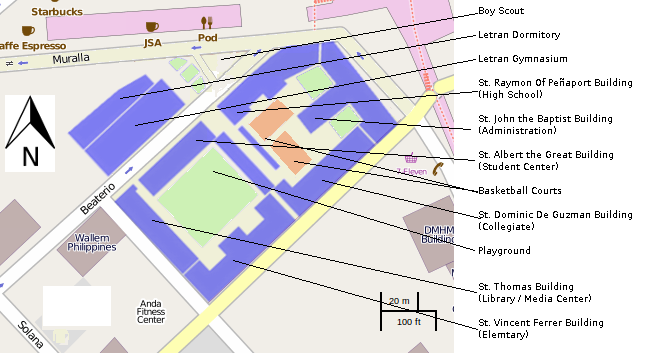
Hauptcampus heute

## Geschichte
Bis 1638 wurde in Guerreros Haus an der Ecke der Straßen Calle de la Muralla/Calle Real, im Stadtteil Intramuros von Manila unterrichtet. Bereits 1626 beantragte er bei König Philipp IV. finanzielle Unterstützung für sein Vorhaben; bis dahin finanzierte er die Ausbildung der spanischen Waisenjungen durch Almosensammlungen. Bereits um 1630 kam sein Landsmann Diego de Santa María († 1655) nach Manila, um seinen Missionsauftrag im benachbarten Dominikanerkloster Santa Domingo zu erfüllen. Diego de Santa María, der als Mönch des Real Monasterio de Nuestra Señora de Guadalupe zuvor seit 1574 nach Mexiko entsandt war damals noch Vizekönigreich Neuspanien, gründete 1932 in Intramuros ebenfalls eine Schule für Waisenjungen namens Colegio de Huerfanos de San Pedro y San Pablo.
Don Juan Geronimo Guerrero selbst war Ritter des Malteserordens. Nach dem Tod Guerreros erbat Generalgouverneur Sebastián Hurtado de Corcuera zusammen mit dem Erzbischof von Manila Hernando de Guerrero die Anerkennung der Institution durch den Dominikanerorden. Diese erfolgte am 18. Juni 1640. Seit diesem Jahr wurde der Unterricht der beiden zum Colegio de Niños Huerfanos de San Pedro y San Pablo de San Juan de Letran fusionierten Schulen im neu errichteten Schulgebäude an der Calle Solana Ecke Calle del Beaterio abgehalten. Das Schulgebäude wurde aber bereits im Jahr 1645, also fünf Jahre nach Fertigstellung, durch ein Erdbeben schwer beschädigt und musste saniert werden. Bis zur Fertigstellung diente als Unterrichtsgebäude zum einen wieder das Kloster bis 1648, nebenbei auch bis 1669 ein Gebäude außerhalb der Stadtmauern („extra-muros“), dort wo sich heute das Metropolitan Theater (MET) befindet. 1690 erfolgte die Anerkennung als kirchliche Hochschule. 1738 stiftete der spanische König sechs Stipendien für chinesische, japanische und tonkinesische Schüler.
Das Areal des Hauptcampus, heute durch die Calle Muralla, die Calle Real, die Calle de Anda und die Calle Legaspi umgrenzt, wurde immer wieder erweitert. Den heutigen Namen erhielt die Bildungseinrichtung dann 1706. Das schon im 18. Jahrhundert auf Fotos als Hauptgebäude erkennbare Gebäude nördlich der Calle Legaspi wurde erst nach 1711 errichtet. 1923 wurden ein Kadettenbund und eine Militärband an der Schule gegründet.
1937 wich das alte Gebäude dem heutigen dreistöckigen Hauptgebäude. Während des Zweiten Weltkriegs konnte sich auch die Letran dem militärischen Einfluss nicht entziehen. 1941 geriet das Hauptgebäude der Schule nach einer Bombardierung in Brand. Im Jahr 1942 nutzte die japanische Armee eine Hälfte des Schulkomplexes als Garnison, während in der anderen Hälfte der Schulbetrieb fortgeführt wurde. Im weiteren Verlauf des Krieges, vor allem aber bei der Rückeroberung durch die US-amerikanischen Streitkräfte, wurde die Letran stark in Mitleidenschaft gezogen. Zwischenzeitlich musste der Schulbetrieb ausgelagert werden, kehrte jedoch ab 1946 wieder ins vorherige Gebäude zurück, welches im Rahmen eines umfassenden Wiederaufbaus in den Zustand vor Kriegsbeginn zurückversetzt wurde.

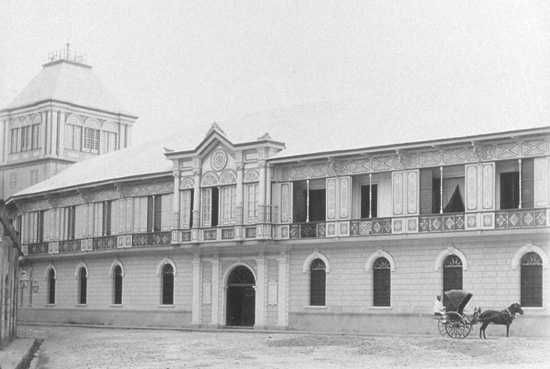
Alumni-Büro 1880

Im Jahr 1987 erschien auf den Philippinen anlässlich des 400-jährigen Wirkens der Dominikaner auf den Philippinen eine Sonderbriefmarke. Als Motiv ist darauf die Letran abgebildet, mit den davor stehenden Gründern des Colegio Juan Geronimo Guerrero und Diego de Santa María sowie einigen ihrer Schüler.

## Sport

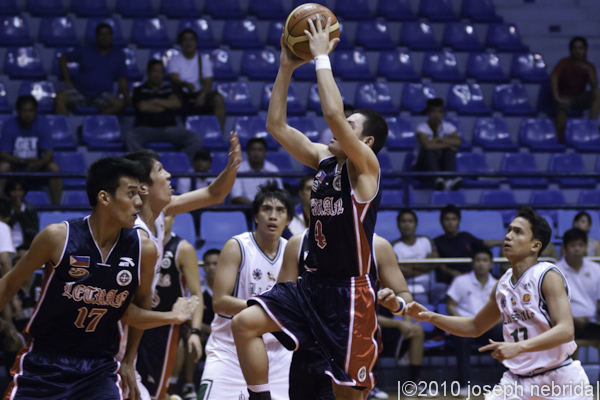
Letran Knights (blau-rot) gegen die De La Salle Green Archers (2010)

Aufgrund der mehrfachen Siege der 1911 gegründeten Schulbasketballmannschaft Letran Knights bei den philippinischen NCAA-Herrenmeisterschaften tragen diesen Namen auch Herrenschulmannschaften anderer Sportarten. Die Volleyball- sowie die Taekwondo-Damenmannschaften nennen sich in Anlehnung Letran Lady Knights, Jugendmannschaften den Namen Letran Squires.
Das Maskottchen der Letran Knights stellt zu Ehren des Schulgründers einen Ritter mit rotem Umhang auf einem goldfarbenen Pferd mit Schild und Fahne in blau-roten Landesfarben dar, da Guerrero, Gründer der Schule, Ritter des Malteserordens war.

## Colegio de San Juan de Letran Calamba
Im Jahr 1979 erfolgte die Einrichtung einer Nebenstelle in Calamba City. Am 11. März 1979 wurde der Campus des Colegio de San Juan de Letran - Calamba, kurz Letran Calamba, offiziell eröffnet, welcher am 7. August 1986 von der Mutterinstitution den Status einer eigenständigen Schule des Dominikanerordens erhielt. Derzeit verfügt die Institution über knapp 350 Vollzeit- und weit über 100 Teilzeitmitarbeiter.

## Colegio de San Juan de Letran Bataan
Seit 2000 wurde nach drei Jahren Planungsphase in Abucay der Campus Colegio de San Juan de Letran - Abucay, Bataan errichtet. Die Entscheidung fiel 1998. Zuvor waren Hermosa und Balanga City in der näheren Betrachtung für den neuen Standort. Der Masterplan für das Gelände stammt aus dem Hause der beiden Architekten Romulo L. Reyes und Yolanda „Yolli“ David-Reyes.